# Diretmoides
Diretmoides is een geslacht van straalvinnige vissen uit de familie van zilverkopvissen (Diretmidae). Het geslacht is voor het eerst wetenschappelijk beschreven in 1981 door Post & Quero.